# Dekanat mohylewski rejonowy
Dekanat mohylewski rejonowy – jeden z ośmiu dekanatów wchodzących w skład eparchii mohylewskiej i mścisławskiej Egzarchatu Białoruskiego Patriarchatu Moskiewskiego.
Dziekanem jest protojerej Nikołaj Ostapczuk.

## Parafie w dekanacie[1]
- Parafia Narodzenia św. Jana Chrzciciela w Bujniczach
  - Cerkiew Narodzenia św. Jana Chrzciciela w Bujniczach
  - Kaplica w Bujniczach (na terenie Kompleksu Memorialnego ,,Bujnickie Pole")
- Parafia św. Sergiusza Radoneskiego w Daszkówce
  - Cerkiew św. Sergiusza Radoneskiego w Daszkówce
- Parafia Zaśnięcia Najświętszej Maryi Panny w Goleniach
  - Cerkiew Zaśnięcia Najświętszej Maryi Panny w Goleniach
- Parafia św. Pantelejmona w Kadzinie
  - Cerkiew św. Pantelejmona w Kadzinie
- Parafia Świętych Piotra i Pawła w Machowie
  - Cerkiew Świętych Piotra i Pawła w Machowie
- Parafia św. Włodzimierza Wielkiego w Mieżysietkach
  - Cerkiew św. Włodzimierza Wielkiego w Mieżysietkach
- Parafia św. Trójcy w Popyłkowiczach
  - Cerkiew św. Trójcy w Popyłkowiczach
  - Kaplica św. Paraskiewy Piątnickiej w Popyłkowiczach
- Parafia św. Matrony Moskiewskiej w Przyśnie
  - Cerkiew św. Matrony Moskiewskiej w Przyśnie
- Parafia Świętych Wiary, Nadziei, Miłości i ich matki Zofii w Romanowiczach
  - Cerkiew Świętych Wiary, Nadziei, Miłości i ich matki Zofii w Romanowiczach
- Parafia Zaśnięcia Najświętszej Maryi Panny w Sucharzach
  - Cerkiew Zaśnięcia Najświętszej Maryi Panny w Sucharzach
- Parafia Opieki Matki Bożej w Wiejnie
  - Cerkiew Opieki Matki Bożej w Wiejnie
- Parafia św. Trójcy we Wschodzie
  - Cerkiew św. Trójcy we Wschodzie

## Galeria

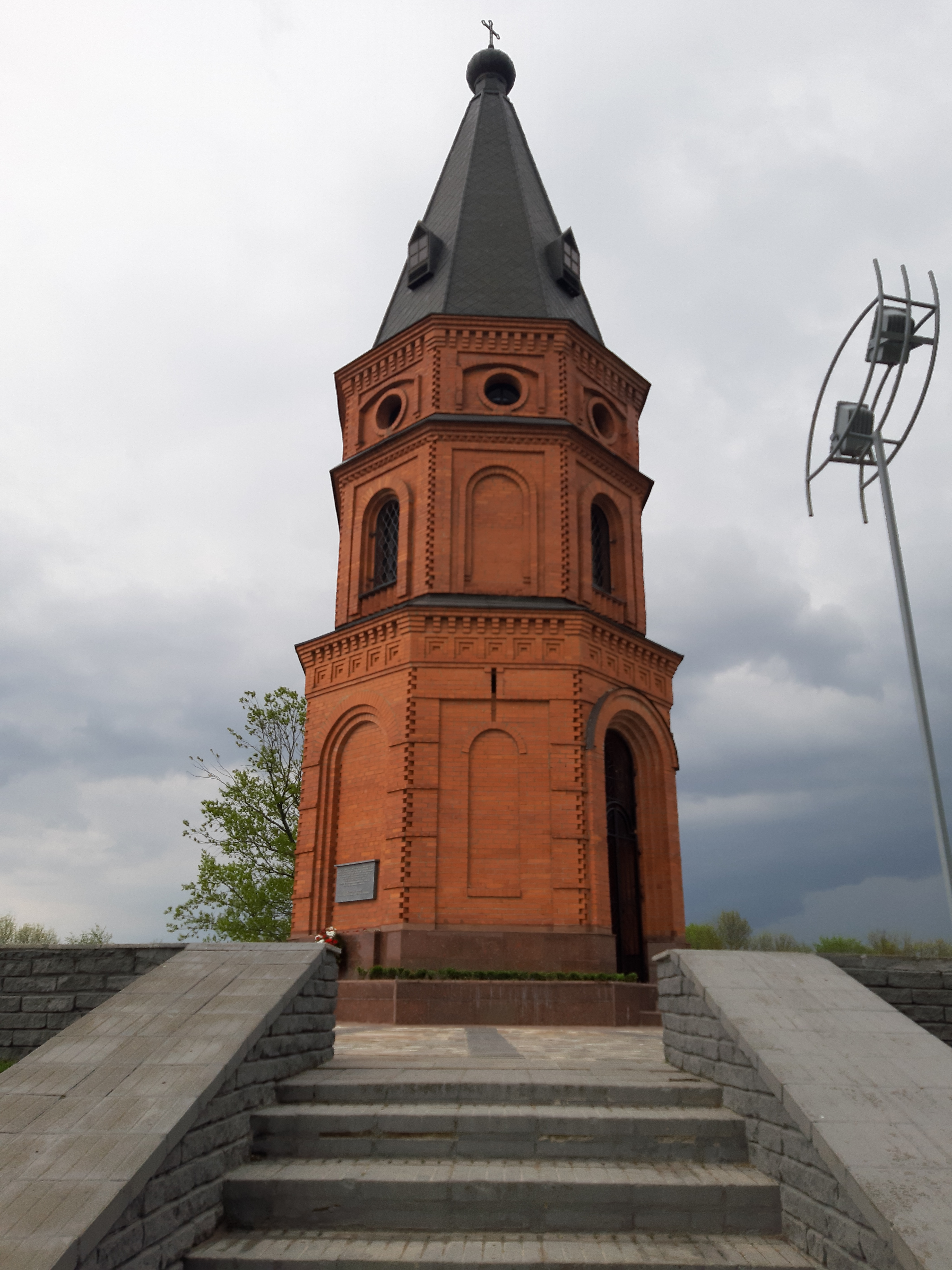
Kaplica w Bujniczach (Bujnickie Pole)
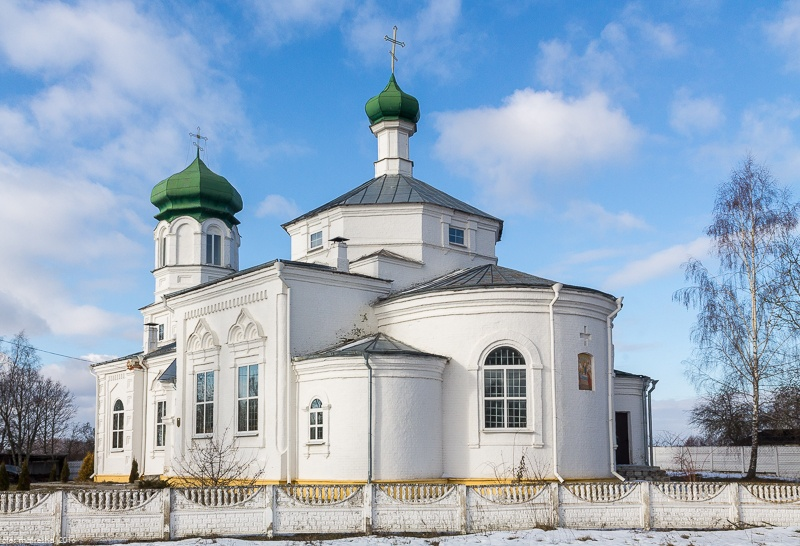
Cerkiew Zaśnięcia Najświętszej Maryi Panny w Goleniach
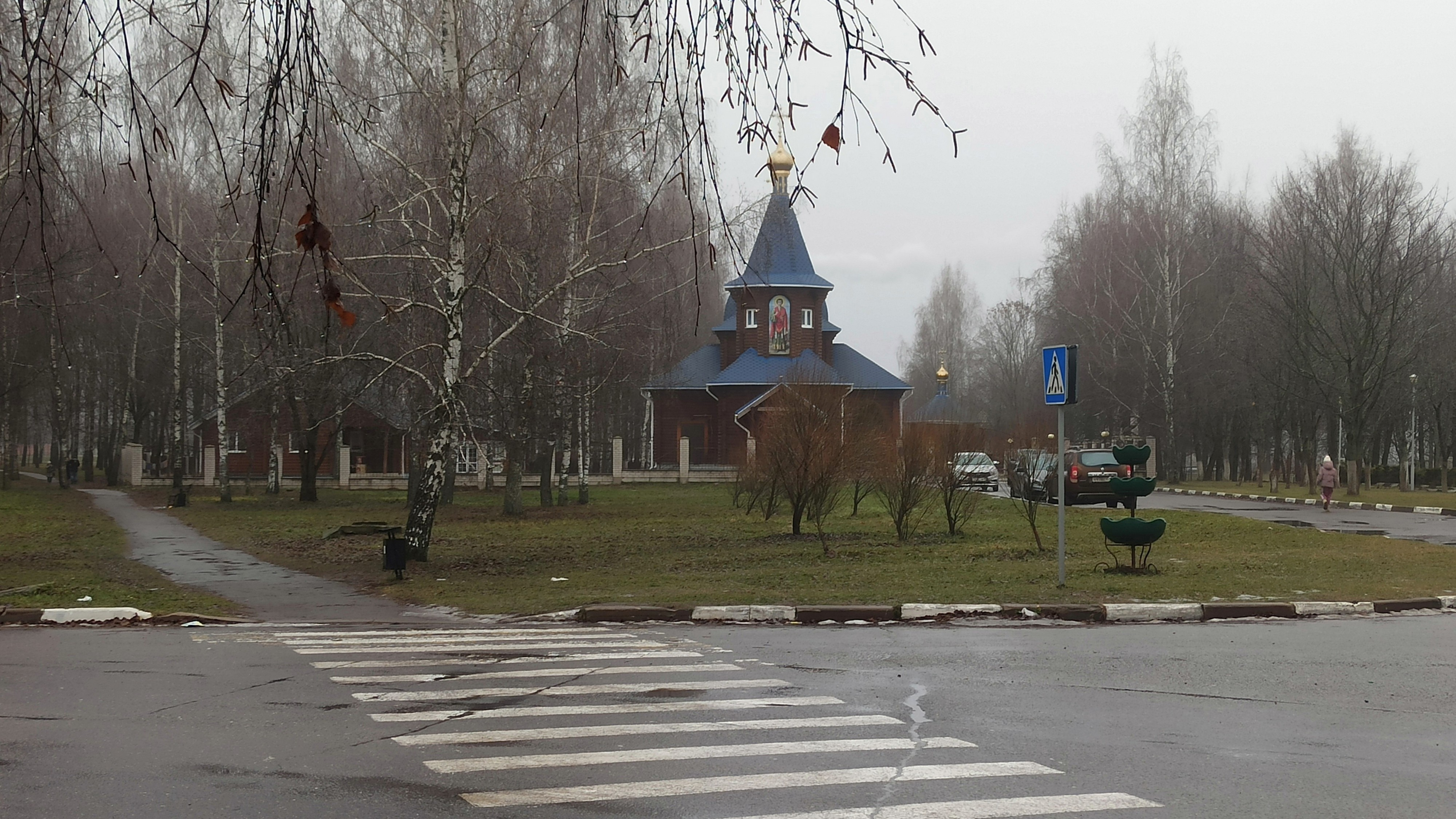
Cerkiew św. Pantelejmona w Kadzinie
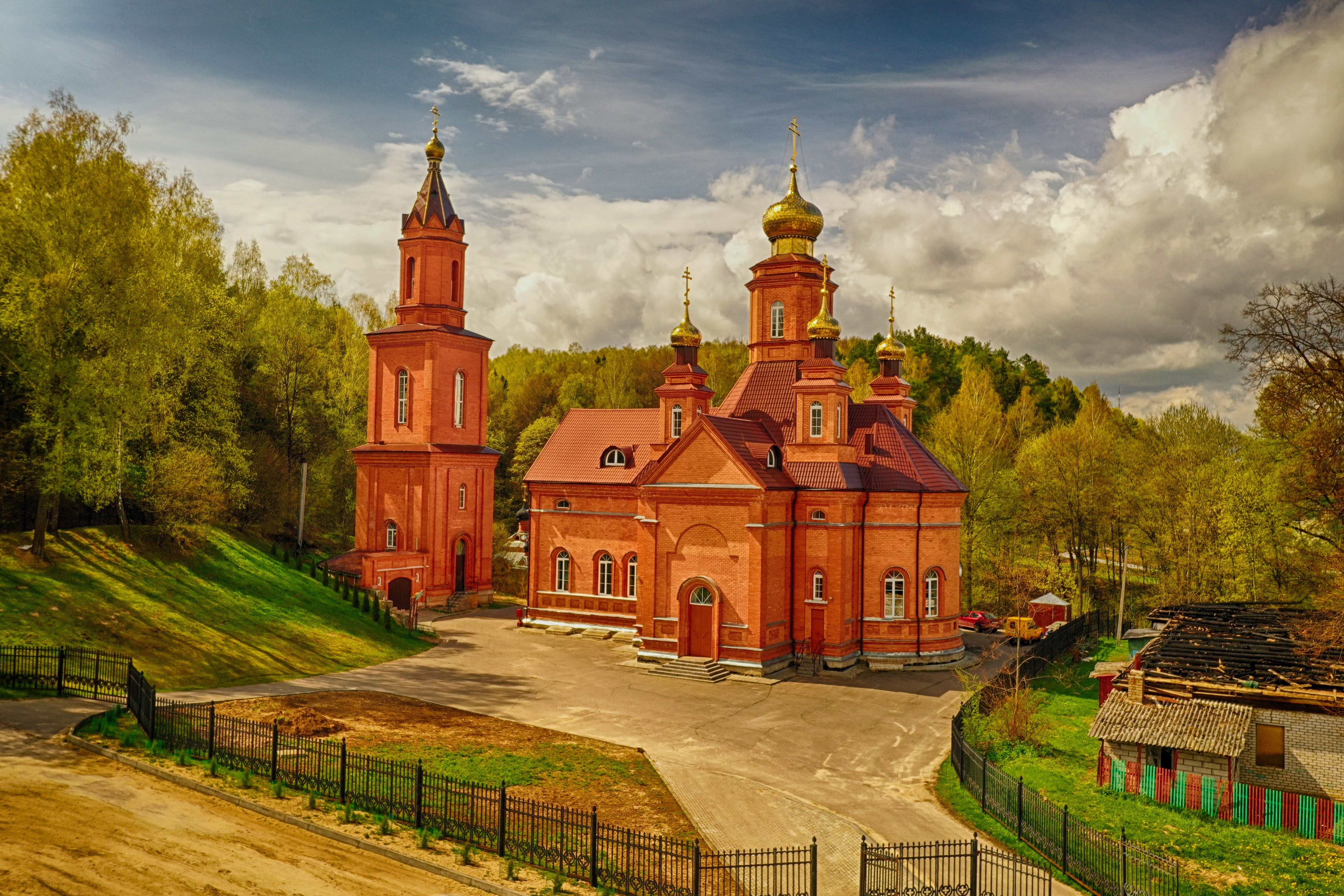
Cerkiew św. Trójcy w Popyłkowiczach
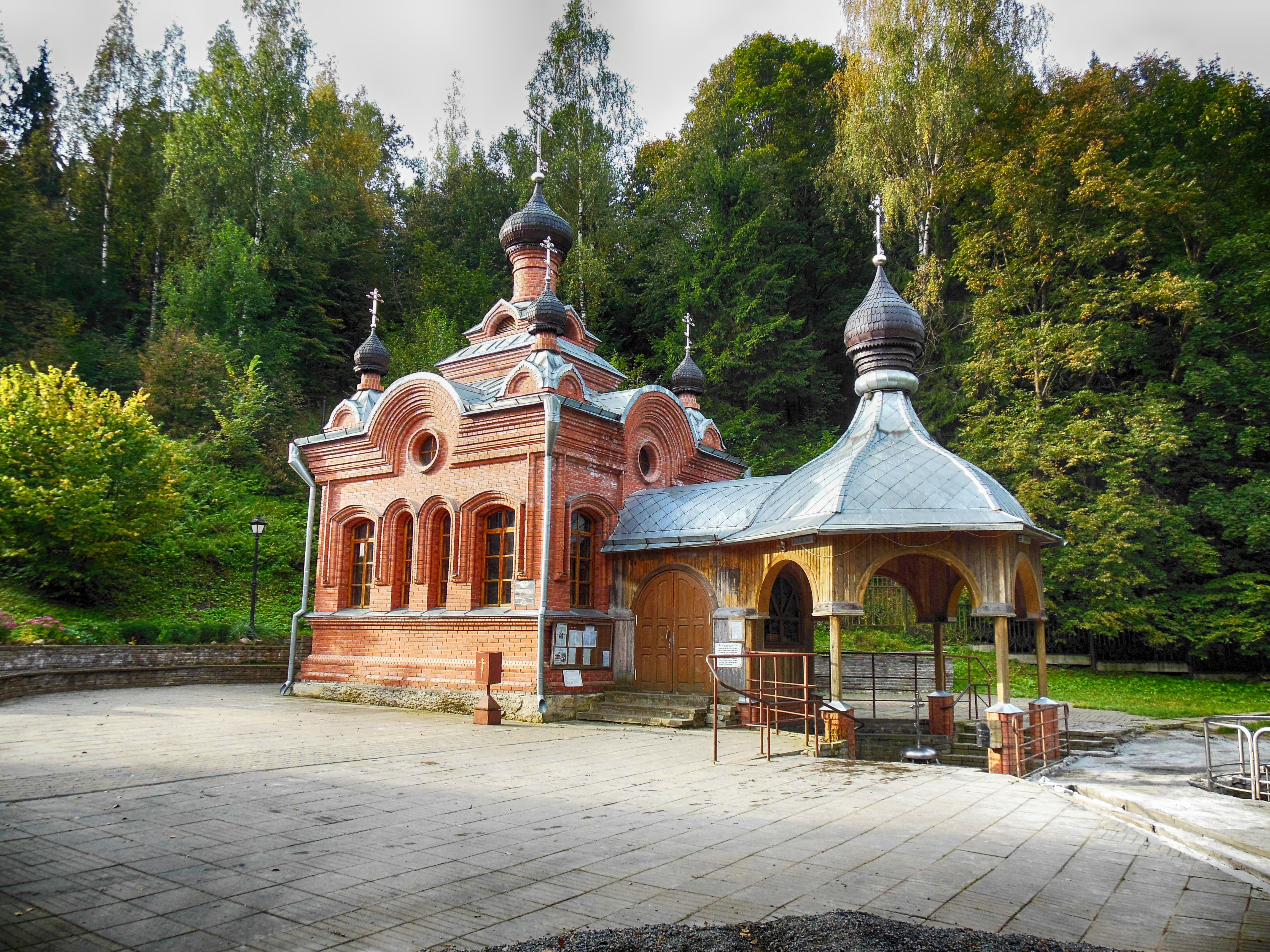
Kaplica św. Paraskiewy Piątnickiej w Popyłkowiczach
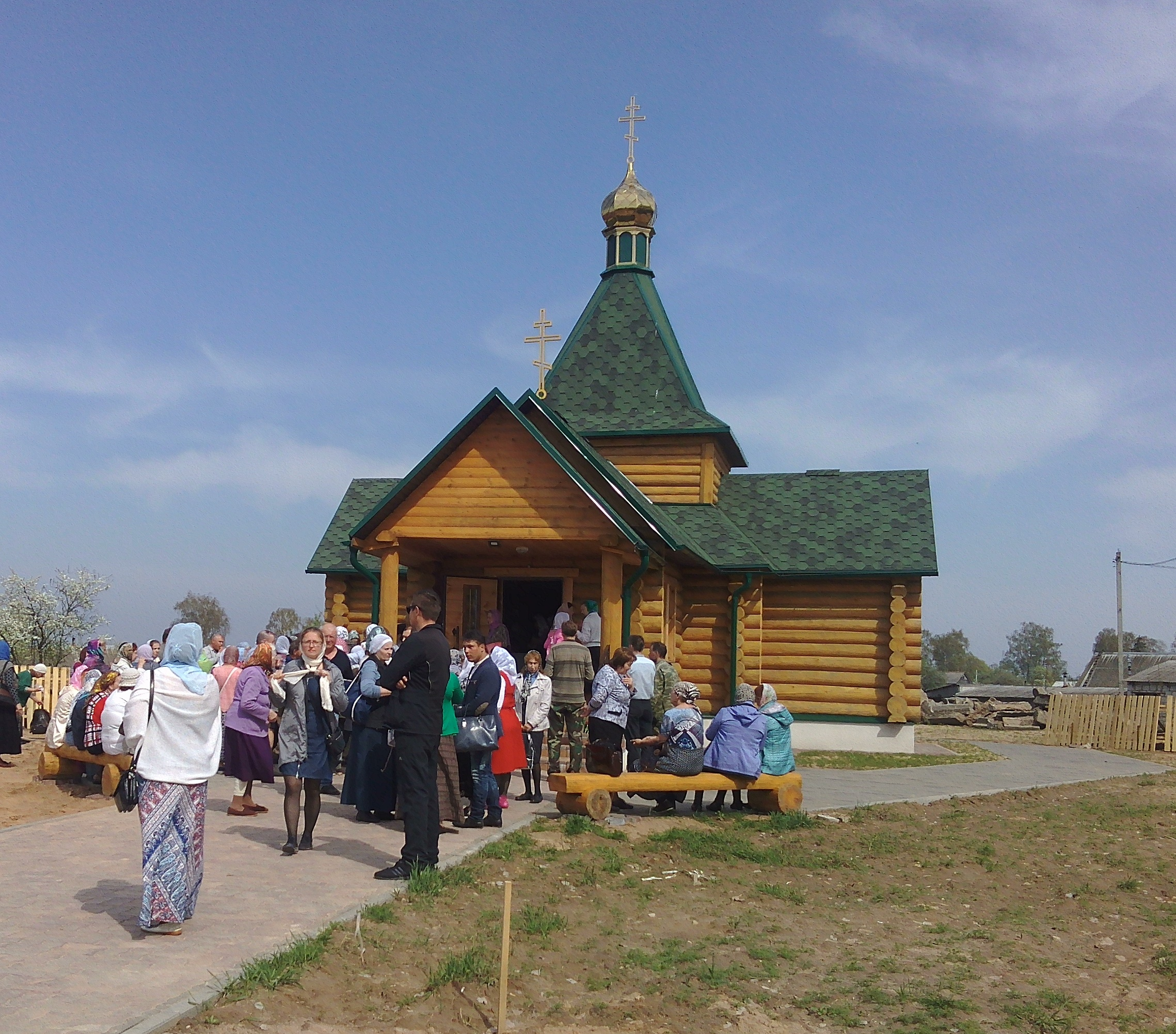
Cerkiew św. Matrony Moskiewskiej w Przyśnie
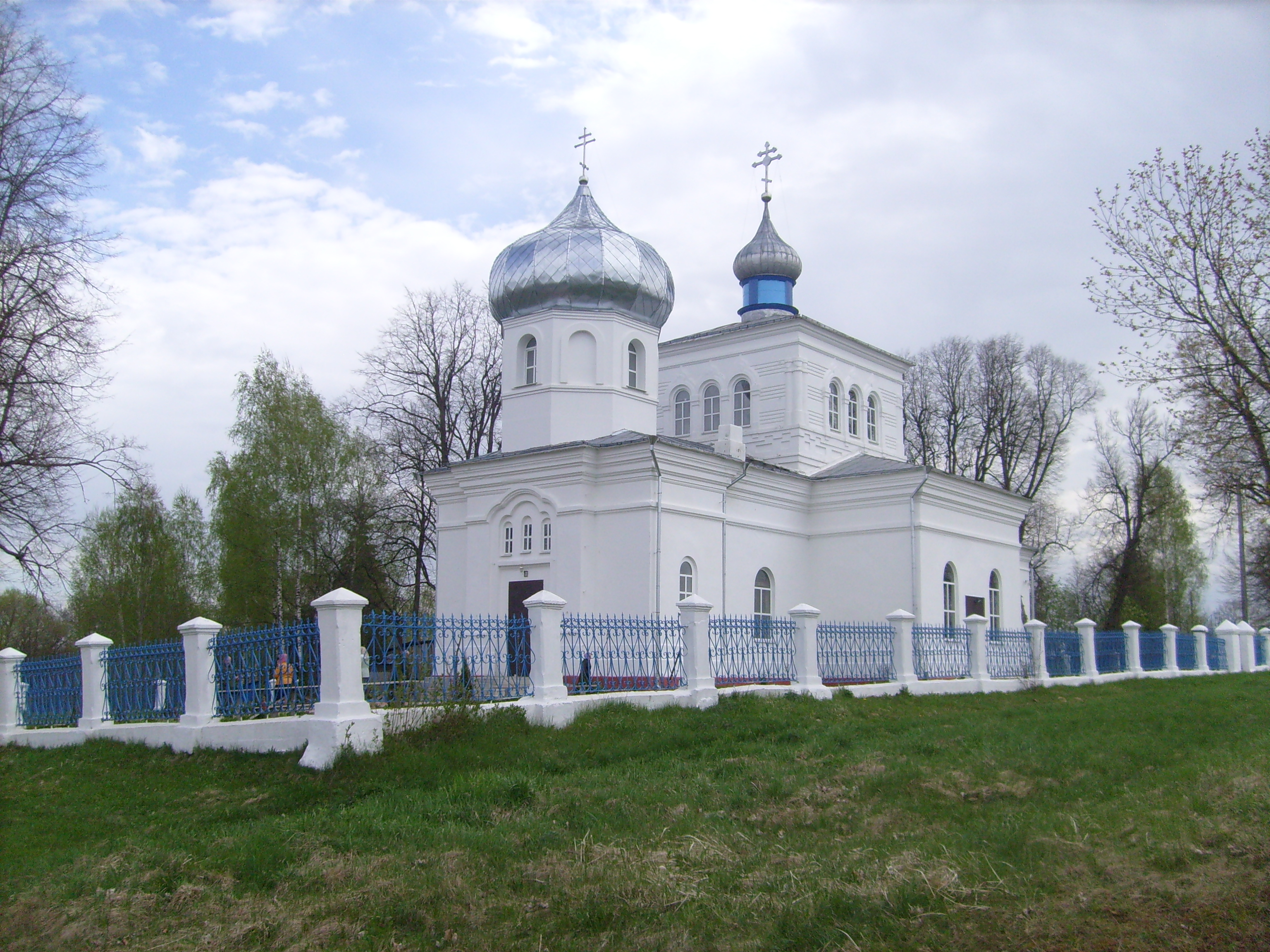
Cerkiew Zaśnięcia Najświętszej Maryi Panny w Sucharzach
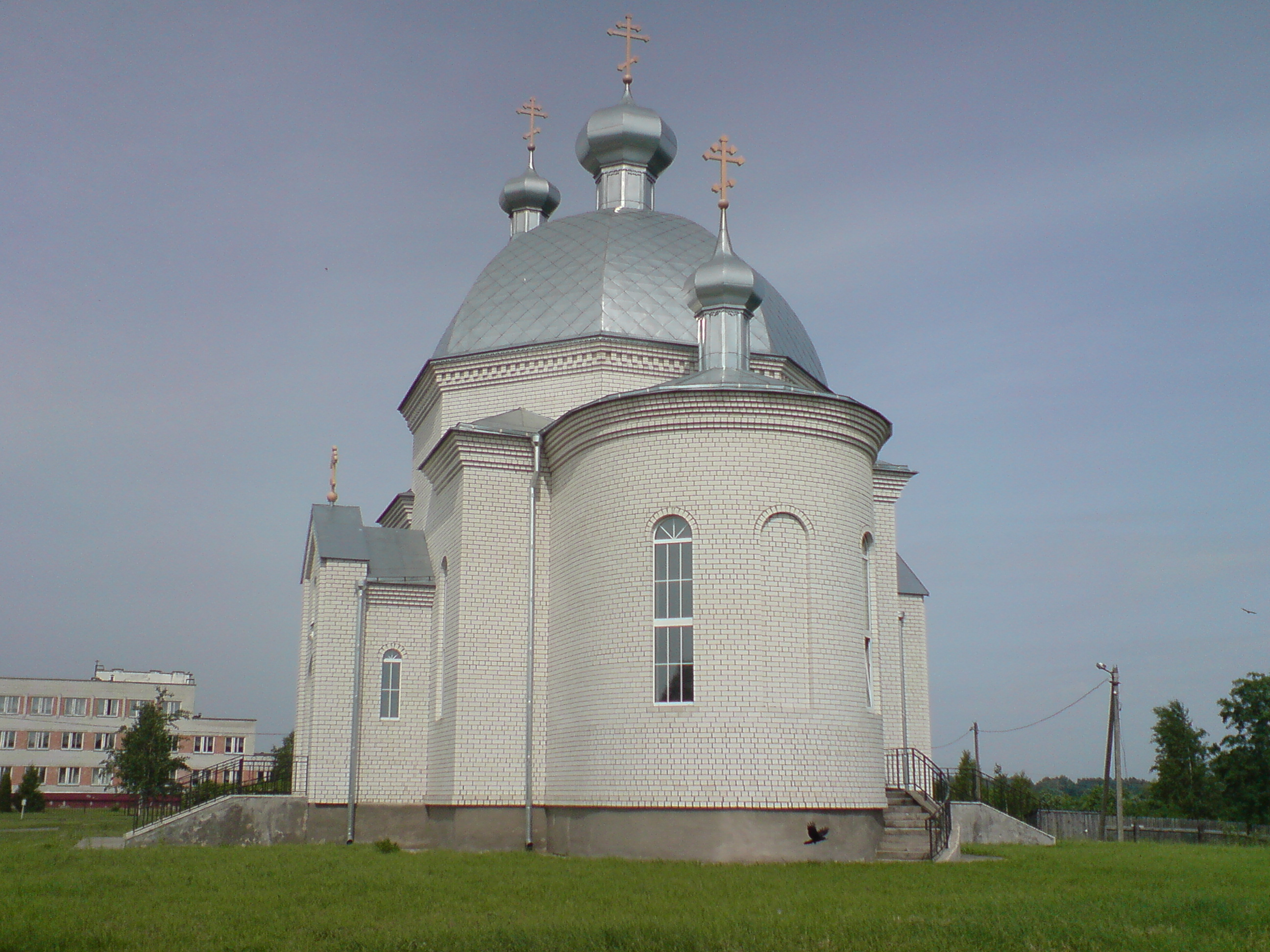
Cerkiew św. Trójcy we Wschodzie